# Annie Awards 2023
A 50.ª cerimônia do Annie Awards (no original, em inglês: 50th Annie Awards), premiou a excelência na área de animação no ano de 2022, e foi realizada no dia 25 de Fevereiro de 2023, na Universidade da Califórnia, no Royce Hall em Los Angeles, Califórnia. As indicações foram anunciadas em 17 de Janeiro de 2022. Dentre os indicados estava Wagner Moura, o ator e dublador brasileiro foi indicado na categoria de melhor atuação em voz em um filme por seu trabalho em Puss in Boots: The Last Wish, como o vilão, Wolf. Com nove indicações, Guillermo del Toro's Pinocchio foi o filme mais indicado seguido por Marcel the Shell with Shoes On com oito. Por sua vez, dentre os indicados na televisão, The Boy, the Mole, the Fox and the Horse, liderou as indicações com sete, seguido por The House com 6.

### Prêmios de Produção
| Melhor Animação | Melhor Animação Independente |
| --- | --- |
| Guillermo del Toro's Pinocchio – Netflix apresenta uma produção Double Dare You! Film / Shadowmachine em associação com The Jim Henson Company - Turning Red – Pixar Animation Studios - Puss in Boots: The Last Wish – DreamWorks Animation - The Sea Beast – Netflix - Wendell & Wild – Netflix apresenta uma produção Monkeypaw/Gotham Group                                          | Marcel the Shell with Shoes On – Marcel the Movie LLC - Charlotte - January Films, Ltd., Balthazar Productions, and Walking the Dog - Inu-Oh – Science SARU - Little Nicholas, Happy As Can Be – On Classics (Mediawan) / Bidibul Productions - My Father's Dragon – Cartoon Saloon para Netflix |
| Melhor Produção Especial | Melhor Curta-Metragem |
| The Boy, the Mole, the Fox and the Horse – NoneMore/Bad Robot - Prehistoric Planet – BBC Studios em associação com Apple - Superworm – Magic Light Pictures - The House – Nexus Studios para Netflix - The Sandman – Netflix / Warner Bros. Television | Ice Merchants – COLA Animation & Wild Stream - Amok – Boddah - Black Slide – The Hive Studio, em coprodução com FlipBook Studio - Love, Dad – 13ka em coprodução com FAMU & nutprodukcia - The Flying Sailor – National Film Board of Canada |
| Melhor Anúncio | Melhor Animação para TV – Idade Pré-Escolar |
| Save Ralph – Arch Model Studio - Can't Negotiate the Melting Point of Ice – NOMINT - Minions: The Rise of Gru / The Office – Illumination - Ted Lasso: The Missing Christmas Mustache – Apple apresenta uma produção Doozer Production em associação com Warner Bros. Television e Universal Television - Today's Holiday Moments are Tomorrow's Memories – Hornet                       | The Tiny Chef Show (Episódio: Pancakes) – (Tiny Chef Productions LLC / Imagine Entertainment - Elinor Wonders Why (Episódio: 136B - Rest is Best) – SHOE Ink. LLC - Gabby's Dollhouse (Episódio: Cakey's Cupcake Cousins) – DreamWorks Animation - Rise Up, Sing Out (Episódio: Name Tag) – Disney TV Animation - Spirit Rangers (Episódio: Thunder Mountain) – Laughing Wild / Netflix |
| Melhor Animação para TV – Crianças | Melhor Animação para TV - Público Geral |
| Abominable and the Invisible City (Episódio: Everest Returns) – DreamWorks Animation - Big Nate (Episódio: The Legend of the Gunting) – Nickelodeon Animation - Moominvalley (Episódio: Lonely Mountain) – Gutsy Animations - The Owl House (Episódio: King's Tide) – Disney TV Animation - We Baby Bears (Episódio: The Real Crayon) – Cartoon Network Studios                          | Bob's Burgers (Episódio: Some Like it Bot Part 1: Eighth Grade Runner) – 20th Television/Bento Box Entertainment - Harley Quinn (Episódio: Batman Begins Forever) – Warner Bros. Animation - Rick and Morty (Episódio: Night Family) – Rick and Morty LLC - The Simpsons - Treehouse of Horror XXXIII (Episódio: Treehouse of Horror XXXII) – Uma produção Gracie Films Production em associação com 20th Television Animation - Tuca & Bertie (Episódio: The Pain Garden) – The Tornante Company |
| Melhor Série Limitada de Animação | Melhor Filme Estudantil |
| Oni: Thunder God's Tale: "The Demon Moon Rises" – Uma série Netflix / Produção Tonko House - Baymax!: "Sofia" – Walt Disney Animation Studios - El Deafo: "Everybody Sounds So Weird" – Lighthouse Studios em associação com Apple - HouseBroken: "Who's Having a Merry Trashmas?" – Kapital Entertainment, FOX Entertainment - Undone: "Rectify" – The Tornante Company, Amazon Studios | The Soloists – Dirigido por: Mehrnaz Abdollahinia, Feben Elias Woldehawariat, Razahk Issaka, Celeste Jamneck & Yi Liu (Gobelins, l'école de l'image, França) - Au revoir Jérôme ! – Dirigido por: Adam Sillard, Gabrielle Selnet & Chloé Farr (Gobelins, l'école de l'image, França) - Birdsong – Dirigido e Produzido por: Michelle Cheng (California Institute of the Arts, Estados Unidos) - Synchronie Passagère – Dirigido por: Julia Le Bras-Juarez (Supinfocom Rubika) - The Most Boring Granny in the Whole World – Dirigido por: Damaris Zielke; Produzido por: Jiayan Chen (Filmakademie Baden-Württemberg GmbH, Alemanha) |

### Prêmios individuais
| Melhores Efeitos Visuais para TV | Melhores Efeitos Visuais em Filme |
| --- | --- |
| Love Death + Robots (Episódio: Bad Traveling) – Kirby Miller, Igor Zanic, Joseph H. Coleman, Steven Dupuy, Josh Schwartz - Cars on the Road (Episódio: Road Rumblers) – Christopher Foreman, Elana Lederman, John Lockwood, Jae Jun Yi, Justin Ritter - Prehistoric Planet (Episódio: Coasts) – MPC - The Boy, the Mole, the Fox and the Horse – Peter Baynton, Raymond Pang, Martial Coulon - The House – Germán Díez, Álvaro Alonso Lomba, Hugo Vieites Caamaño                                 | Avatar: The Way of Water – Johnathan M. Nixon, David Moraton, Nicholas Illingworth, David Caeiro Cebrian, Alex Nowotny - Lightyear – Carl Kaphan, Cody Harrington, Hope Schroers, Jon Barry, Nate Skeen - Guillermo del Toro's Pinocchio – Aaron Weintraub, Warren Lawtey, Alireza Malmiri, Baptiste Malbranque, Mikhail Donchenko - Minions: The Rise of Gru – Frank Baradat, Simon Pate, Milan Voukassovitch, Milo Riccarand - The Sea Beast – Spencer Lueders, Dmitriy Kolesnik, Kiel Gnebba, Oleksandr (Alex) Loboda , Jeremy Hoey |
| Melhor Animação de Personagens na TV | Melhor Animação de Personagens em Longa Metragem |
| The Boy, the Mole, the Fox and the Horse – Tim Watts - Entergalactic – Aziz Kocanagullari - Oni: Thunder God's Tale (Episódio: The Mighty Storm Gods) – Toshihiro Nakamura - StoryBots: Answer Time (Episódio: Taste) – Henrique Baron - The House – Kecy Salangad | Guillermo del Toro's Pinocchio – Tucker Barrie - Turning Red – Teresa Falcone - Turning Red – Eric Anderson - The Bad Guys – Jorge Capote - The Bad Guys – Min Hong |
| Melhor Animação de Personagens em Live-action | Melhor Animação de Personagens em VideoGame |
| Avatar: The Way of Water – Daniel Barrett, Stuart Adcock, Todd Labonte, Douglas McHale, Stephen Cullingford - Beast – Alvise Avati, Chris McGaw, Bora Şahin, Krzysztof Boyoko, Laurent Benhamo - Finch – Simon Allen, Harinarayan Rajeev, Paul Nelson, Matthias Schoenegger - Jurassic World Dominion – Jance Rubinchik, Alexander Lee, Rich Bentley, Antoine Verney Carron, Sally Wilson - Peacemaker – Michael Cozens, Mark Smith, Kai-Hua Lan, Selene McLean, Richard John Moore               | Cuphead - The Delicious Last Course – Chad Moldenhauer, Hanna Abi-Hanna - God of War Ragnarök - Horizon Forbidden West – Richard Oud, Jan-Erik Sjovall, Guerrilla Animation Team - Moss: Book II – Richard Lico - Potionomics – Emily Lattanavong , Anguel Bogoev |
| Melhor Design de Personagens na TV | Melhor Design de Personagens em Filme |
| Love, Death & Robots (Episódio: Jibaro) – Alberto Mielgo - Amphibia (Episódio: The Hardest Thing) – Joe Sparrow - Entergalactic – Meybis Ruiz Cruz - Oni: Thunder God's Tale (Episódio: The Demon Moon Rises) – Rebecca Chan - Spirit Rangers (Episódio: Belly of the Beast) – Marie Delmas | The Bad Guys – Taylor Krahenbuhl - Luck – Massimiliano Narciso - Puss in Boots: The Last Wish – Jesús Alonso Iglesias - Rise of the Teenage Mutant Ninja Turtles: The Movie – Ida Hem - Wendell & Wild – Pablo Lobato |
| Melhor Direção na TV | Melhor Direção em Filme |
| The Boy, the Mole, the Fox and the Horse – Peter Baynton, Charlie Mackesy - BAYMAX! (Episódio: Sofia) – Lissa Treiman - exception (Episódio: Misprint) – Yûzô Satô - More Than I Want To Remember – Amy Bench , Maya Edelman - Oni: Thunder God's Tale (Episódio: The Demon Moon Rises) – Daisuke " Dice" Tsutsumi | Guillermo del Toro's Pinocchio – Guillermo Del Toro, Mark Gustafson - Turning Red – Domee Shi - Marcel the Shell with Shoes On – Dean Fleischer Camp, Kirsten Lepore, Stephen Chiodo - My Father's Dragon – Nora Twomey - Wendell & Wild – Henry Selick |
| Melhor Montagem na TV | Melhor Montagem em Filme |
| The Boy, the Mole, the Fox and the Horse – Daniel Budin - Amphibia (Episódio: All In) – Andrew Sorcini, Yoonah Yim, Jennifer Calbi, Julie Anne Lau, Louis Russell - Green Eggs and Ham (Episódio: The Sam Who Came In From The Cold) – Margaret Hou - Karma's World (Episódio: Keys, The Inventor) – Damien Dunne, Ultan Murphy, Emma O'Brien, Fred O'Connor, Aiden McKenna - Star Trek: Lower Decks (Episódio: The Stars At Night) – Andy Maxwell, Zach Lamplugh, Brandon Brocker, Paul Mazzotta | Puss in Boots: The Last Wish – James Ryan, Jacquelyn Karambelas, Natalla Cronembold, Joe Butler, Katie Parody - Lightyear – Tony Greenberg, Katie Bishop, Chloe Kloezeman, Axel Geddes, Tim Fox - Turning Red – Nicholas Smith, Steve Bloom, David Suther, Anna Wolitzky, Christopher Zuber - Guillermo del Toro's Pinocchio – Ken Schretzmann, Holly Klein, Emily Chiu, Hamilton Barrett - The Sea Beast – Joyce Arrastica, Will Erokan, Vivek Sharma, Michael Hugh O'Donnell, Daniel Ortiz                                           |
| Melhor Música na TV | Melhor Música em Filme |
| The Cuphead Show!: "Carn-Evil" – Ego Plum, Dave Wasson, Cosmo Segurso - Love Death + Robots (Episódio: The Very Pulse of the Machine) – Rob Cairns - Oni: Thunder God's Tale – Zach Johnston, Matteo Roberts - The Boy, the Mole, the Fox and the Horse – Isobel Waller-Bridge, Charlie Mackesy - The House – Gustavo Santaolalla | Guillermo del Toro's Pinocchio – Alexandre Desplat, Roeban Katz, Guillermo del Toro, Patrick McHale - Turning Red – Ludwig Göransson, Billie Eilish, Finneas O'Connell - Mad God – Dan Wool - The Bad Guys – Daniel Pemberton - The Sea Beast – Mark Mancia, Nell Benjamin, Laurence O'Keefe |
| Melhor Direção de Arte na TV | Melhor Direção de Arte em Filme |
| Oni: Thunder God's Tale (Episódio: The Demon Moon Rises) - Genndy Tartakovsky's Primal (Episódio: Echoes of Eternity) – Scott Wills - Mall Stories - Atilla the Grilla – Jasmin Lai, Lauren Zurcher, Junyi Wu - The Boy, the Mole, the Fox and the Horse – Mike McCain - The House – Niklas Nilsson, Alexandra Walker | Guillermo del Toro's Pinocchio – Curt Enderle, Guy Davis - Mad God – Phil Tippett - Puss in Boots: The Last Wish – Nate Wragg, Joseph Feinsilver, Claire Keane, Wayne Tsay, Naveen Selvanathan - The Bad Guys – Luc Desmarchelier, Floriane Marchix - The Sea Beast – Matthias Lechner, Jung Woonyoung |
| Melhor Storyboarding na TV | Melhor Storyboarding em Filme |
| Love, Death & Robots (Episódio: The Very Pulse of the Machine) – Emily Dean - Cyberpunk: Edgerunners (Episódio: Let You Down) – Kaneko Yoshiyuk - Kung Fu Panda: The Dragon Knight (Episódio: The Knight's Code) – Grace Liu - Looney Tunes Cartoons (Episódio: Hex Appeal) – Mike Ruocco - The Cuphead Show! – Karl Hadrika | Puss in Boots: The Last Wish – Anthony Holden - Minions: The Rise of Gru – Nima Azarba - Minions: The Rise of Gru – Dave Feiss - Strange World – Jeff Snow - Strange World – Javier Ledesma Barbolla |
| Melhor Atuação em Voz na TV | Melhor Atuação em Voz em Filme |
| Maurice LaMarche como Mr. Big em Zootopia+ (Episódio: The Godfather of the Bride) - Candi Milo como Witch Hazel em Looney Tunes Cartoons (Episódio: Hex Appeal) - Fred Tatsciore como Bang em StoryBots: Answer Time (Episódio: Glue) - Tara Strong como Batgirl, Harley Quinn e Raven em Teen Titans Go! & DC Super Hero Girls Mayhem in the Multiverse - Karen Malina White como Dijonay Jones em The Proud Family: Louder and Prouder                                                          | Jenny Slate como Marcel em Marcel the Shell with Shoes On - David Bradley como Geppetto em Guillermo del Toro's Pinocchio - Gregory Mann como Pinóquio em Guillermo del Toro's Pinocchio - Wagner Moura como Wolf em Puss in Boots: The Last Wish - Zaris-Angel Hator como Maisie em The Sea Beast |
| Melhor Roteiro para TV | Melhor Roteiro em Filme |
| Love, Death & Robots (Episódio: Bad Traveling) – Andrew Kevin Walker - BAYMAX! (Episódio: Sofia) – Cirocco Dunlap - Big Nate (Episódio: The Legend of the Gunting) – Mitch Watson, Emily Brundige, Ben Lapides, Sarah Allan - The House – Enda Walsh - Tuca & Bertie (Episódio: The Pain Garden) – Lisa Hanawalt | Marcel the Shell with Shoes On – Dean Fleischer Camp, Jenny Slate, Nick Paley, Elisabeth Holm - Turning Red – Domee Shi, Julia Cho - ETERNAL SPRING (長春) – Jason Loftus - Inu-Oh – Akiko Nogi |

## Prêmios do Juri

### June Foray Award
- Mindy Johnson

### The Certificate of Merit Award
- John Omohundro

### Ub Iwerks Award
- Visual Effects Reference Platform

### Winsor McCay Lifetime Achievement Awards
- Pete Docter
- Evelyn Lambart (póstumo)
- Craig McCracken

## Múltiplos prêmios e indicações

### Cinema
| Indicações | Filme                          |
| ---------- | ------------------------------ |
| 9          | Guillermo del Toro's Pinocchio |
| 8          | Marcel the Shell with Shoes On |
| 7          | Turning Red                    |
| 6          | Puss in Boots: The Last Wish   |
| 6          | The Sea Beast                  |
| 5          | The Bad Guys                   |
| 3          | Wendell & Wild                 |
| 2          | My Father's Dragon             |
| 2          | Strange World                  |
| 2          | Inu-Oh                         |
| 2          | Lightyear                      |

| Indicações | Filme                          |
| ---------- | ------------------------------ |
| 5          | Guillermo del Toro's Pinocchio |
| 3          | Marcel the Shell with Shoes On |
| 2          | Puss in Boots: The Last Wish   |

### Televisão
| Indicações | Programas                                |
| ---------- | ---------------------------------------- |
| 7          | The Boy, the Mole, the Fox and the Horse |
| 6          | The House                                |
| 5          | Love, Death & Robots                     |
| 3          | Baymax!                                  |

| Vitórias | Programa                                 |
| -------- | ---------------------------------------- |
| 4        | The Boy, the Mole, the Fox and the Horse |
| 4        | Love, Death & Robots                     |
| 2        | Oni: Thunder God's Tale                  |